# الرجل الحديدي

الرجل الحديدي (بالإنجليزية: Iron Man آيرون مان) هو بطل خارق يظهر في منشورات مارفل كومكس. ابتكر الكاتب ستان لي شخصية الرجل الحديدي. آيرون مان هو أحد أعضاء المنتقمون. وهو كذلك القائد المساعد لتنظيم فريق المنتقمون الجدد.
يعتبر المنغول الحديدي (بالإنجليزية: Iron Monger) العدو اللدود للرجل الحديدي. يرتدي بذلة مشابهة جداً لبذلته بحجم كبير، اوباديا ستين هو المتحكم بهذه البذلة.

## القصة
بعد تلقيه إصابة مميتة ضمن عملية تخريب صناعية، تمكن العبقري المليونير توني ستارك من إنقاذ حياته عبر تصميم بدلة حديدية خارجية توفر له أسباب البقاء حياً، هذا الدرع المتطور تقنياً يجعله أقوى، يظن العالم اليوم أن الرجل الحديدي هو مجرد موظف، يعمل كحارس شخصي للمليونير توني. عبر هذه الحياة المزدوجة، يواجه توني المؤامرات المشتركة والتهديدات القوية.

## تاريخ النشر

### الظهور الأول
عرض أيرون مان لأول مرة في قصص الإثارة Tales of Suspense #39. كان تعاونًا بين المحرر والمخطط ستان لي، والكاتب لاري ليبر، ورسام القصص دون هيك، ورسام الغلاف ومصمم الشخصيات جاك كيربي.[بحاجة لمصدر] في 1963، كان لي يعبث مع فكرة تصميم شخصية رجل أعمال وبطل خارق في الوقت ذاته. أراد خلق «الرأسمالي الجوهري»، شخصية تتعارض مع الوقت وقراء مارفل. قال لي «أظن أنني وضعت لنفسي تحديًا. كانت ذروة الحرب الباردة. القراء. القراء الشباب، لو كان هناك شيء واحد يكرهونه، فستكون الحرب، سيكون الجيش. لذلك صنعت بطلًا يمثل ذلك إلى أقصى حد. كان مصنع أسلحة، كان يوفر السلاح للجيش، كان غنيًا، وصاحب مصانع. أعتقد أنه سيكون من الممتع أن تخلق شخصية لا يحبها أحد، لم يكن قراؤنا سيحبونه، ثم سنرغمهم على حبه. وأصبح مشهورًا جدًا».
لقد بدء بخلق شخصية جديدة رجل ثري، وزير نساء، ولكنه يملك سر من شأنه أن يبتلى به ويعذبه أيضًا. قال الكاتب جيري كونواي، «هذه شخصية، التي تظهر من الخارج شخصًا منيعًا، أنا أعني، شخص لا يمكن المساس به، لكن من الداخل مجروح. لقد كان الجرح الذي خلقه ستان للشخصية ظاهرًا أمام القراء، قلبه مكسور حرفيًا. هذا في اعتقادي ما جعل تلك الشخصية مثيرة للاهتمام». صمم لي شخصية الفتى اللعوب استنادًا إلى هوارد هيوز، صرح موضحًا «كان هوارد هيوز أحد أكثر الرجال الحيويين في وقتنا. لقد كان مخترعًا، ومغامرًا، ومليارديرًا، وزير نساء، وأخيرًا مجنونًا».
كان لي ينوي كتابة القصة بنفسه، أجبرته إحدى المواعيد الطارئة في نهاية المطاف على تسليم العدد الأول إلى ليبر، الذي كتب القصة. قسم الرسم بين كيربي وهيك. قال هيك عن كيربي «صمم هو الملابس، لأنه صمم الغلاف في البداية. لكني صممت مظهر الشخصيات، مثل توني ستارك وسكرتيرته بيبر بوتس». في مقابلة عام 1990 صرح هيك ردًا على سؤال هل كان يملك «نموذجًا محددًا لتوني ستارك والشخصيات الأخرى؟» عندها أجاب قائلًا «لا، سأفكر أكثر على غرار بعض الشخصيات التي أحبها، التي ستكون نفس نوع الشخصيات التي أحبها ألكس توث، التي كانت من نوع إيرول فلين». ظهر أيرون مان للمرة الأولى في الصفحات 13-18 من قصص الإثارة، التي تضمنت الخيال العلمي والقصص الخارقة للطبيعة. كان الزي الأصلي للشخصية بدلة مدرعة رمادية ضخمة، حلت محلها نسخة ذهبية في القصة الثانية (العدد 40، أبريل 1963). أُعيد تصميمه إلى درع أكثر أناقة باللونين الأحمر والذهبي في العدد 48 (ديسمبر 1963) بواسطة الرسام ستيف ديتكو، مع أن كيربي هو من رسمه على الغلاف. يذكر هيك سنة 1985، «الزي الثاني، الزي الأحمر والأصفر، صممه ستيف ديتكو. لقد وجدت أنه أسهل من رسم ذلك الشيء القديم الضخم. التصميم السابق، الذي يشبه الروبوت، كان أشبه بتصاميم كيربي».
في ظهوره الأول، كان أيرون مان بطلًا مناهضًا للشيوعية، وهزم العديد من العملاء الفيتناميين. أعرب لي لاحقًا عن أسفه لهذا التركيز المبكر. طوال سلسلة الكتب الهزلية للشخصية، كان التقدم التكنولوجي والدفاع عن الوطن من الموضوعات الثابتة لأيرون مان. لكن الأعداد اللاحقة طورت ستارك إلى شخصية أكثر تعقيدًا وضعفًا لأنها جسدت معركته مع إدمان الكحول -كما في قصة الشيطان في الزجاجة- وغيرها من الصعوبات التي واجهتها الشخصية.
من إصدار العدد رقم 59 (نوفمبر 1964) إلى العدد 99 (مارس 1968)، استُبدلت القصص الاحتياطية المختصرة للخيال العلمي في قصص الإثارة بالبطل الخارق كابتن أمريكا.